# Hans van Welsenis

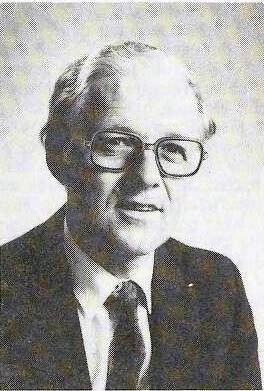
Hans van Welsenis

Leendert Johannes (Hans) van Welsenis (Rotterdam, 28 augustus 1930 – Dirksland, 29 januari 1988) was Nederlands politicus van de PPR en later de PvdA.

## Levensloop
Van Welsenis werd geboren in Rotterdam en studeerde te Utrecht. Vervolgens was hij tot 1975 hoofd algemene zaken van het Nederlands Centrum Buitenlanders in Utrecht. Hij was betrokken bij de oprichting van de PPR, heeft ook enkele functies in het hoofdbestuur van die partij gehad en zat namens de PPR in de Provinciale Staten van Utrecht.
Op 1 januari 1975 werd Van Welsenis benoemd tot burgemeester van Abcoude en dat was de eerste keer dat een PPR-lid benoemd werd tot burgemeester. Eerder waren J.J.G. Tonnaer en L.J. Hermans (destijds burgemeester van respectievelijk Schinveld en Culemborg) van de KVP overgestapt naar de PPR, zodat Van Welsenis niet de eerste PPR-burgemeester was.
Na een conflict over de koers van die partij stapte Van Welsenis rond 1978 net als oud-voorzitter Wijnand van Hoogevest over van de PPR naar PvdA. Op 1 maart 1980 volgde zijn benoeming tot burgemeester van Middelharnis.
Totaal onverwacht werd hij in januari 1988 opgenomen in het Van Weel-Bethesda Ziekenhuis in Dirksland, waar hij kort daarop op 57-jarige leeftijd overleed.